# Ericameria crispa
Ericameria crispa là một loài thực vật có hoa trong họ Cúc. Loài này được (L.C.Anderson) G.L.Nesom mô tả khoa học đầu tiên năm 1990.